# Descompresión (álbum)
Descompresión es el quinto álbum del grupo peruano de punk rock 6 Voltios. Este disco marca una nueva etapa en la carrera de la banda por ya contar con la empresa discográfica Calavera Records. Gracias a ello el álbum mostró excelentes condiciones técnicas, una evidente madurez musical y gran expectativa en sus conciertos. Contiene 16 canciones producidas por Mauricio Llona, el baterista. Vale decir que este fue el último álbum en el cual participó Emilio Bruce como bajista de la banda hasta el 2009, año que dejó la banda por motivos personales.

## Lista de canciones
Todas las canciones escritas y compuestas por 6 Voltios. 
| N.º | Título                     | Duración |  |
| 1.  | «Nunca»                    | 3:49     |  |
| 2.  | «Por ti»                   | 3:10     |  |
| 3.  | «Mi camino»                | 3:55     |  |
| 4.  | «Una triste sonrisa»       | 4:42     |  |
| 5.  | «En tus ojos»              | 2:31     |  |
| 6.  | «19 de junio»              | 1:37     |  |
| 7.  | «Volver a empezar»         | 2:50     |  |
| 8.  | «Libertad»                 | 2:36     |  |
| 9.  | «Pérdida de tiempo»        | 3:21     |  |
| 10. | «Instrumental»             | 2:11     |  |
| 11. | «Amor suicida»             | 2:25     |  |
| 12. | «Tiempo al tiempo»         | 3:15     |  |
| 13. | «Esta vez»                 | 3:34     |  |
| 14. | «No dejes el tiempo pasar» | 3:25     |  |
| 15. | «Tres pedazos»             | 3:12     |  |
| 16. | «Sin condiciones»          | 13:25    |  |

## Créditos
- Alexis Korfiatis – voz y guitarra
- Emilio Bruce – bajo y coros
- Mauricio Llona – batería y coros

## Apoyo
- Charlie Parra - 1.ª guitarra *Libertad*
- Ricardo Mendez - 1.ª guitarra *19 de Junio*
- Bettine solf - 2.ª voz *Perdida de tiempo*